# Güterzusammenlegung
Als Güterzusammenlegung (auch Güterregulierung, Landumlegung oder Arrondierung) wird die Neuordnung der parzellierten Flur eines Dorfes oder einer Gemeinde bezeichnet. Ziel ist es, durch Verminderung der Anzahl und Optimierung der Form der Parzellen die Wirtschaftlichkeit der Betriebe zu erhöhen oder eine neue Nutzung zu ermöglichen. In der Schweiz werden Güterzusammenlegungen heute im Rahmen von Gesamtmeliorationen durchgeführt.
Im Gegensatz zur kollektiven Landnutzung auf Allmenden stellt sich bei der individuellen Nutzung auf privatem Grund die Frage der Erbfolge. In Gebieten, in denen der Bauernbetrieb mit all seinen Grundstücken traditionellerweise als Ganzes – dem ältesten oder jüngsten Sohn – vererbt wurde (z. B. im Emmental), blieb die Grösse des Betriebs und der einzelnen Grundstücke erhalten. In Gebieten mit Realteilung (z. B. im Wallis) wurden die Grundstücke in der Erbfolge oft so stark zerstückelt, dass die Bewirtschaftung sehr erschwert wurde (Erbrecht).

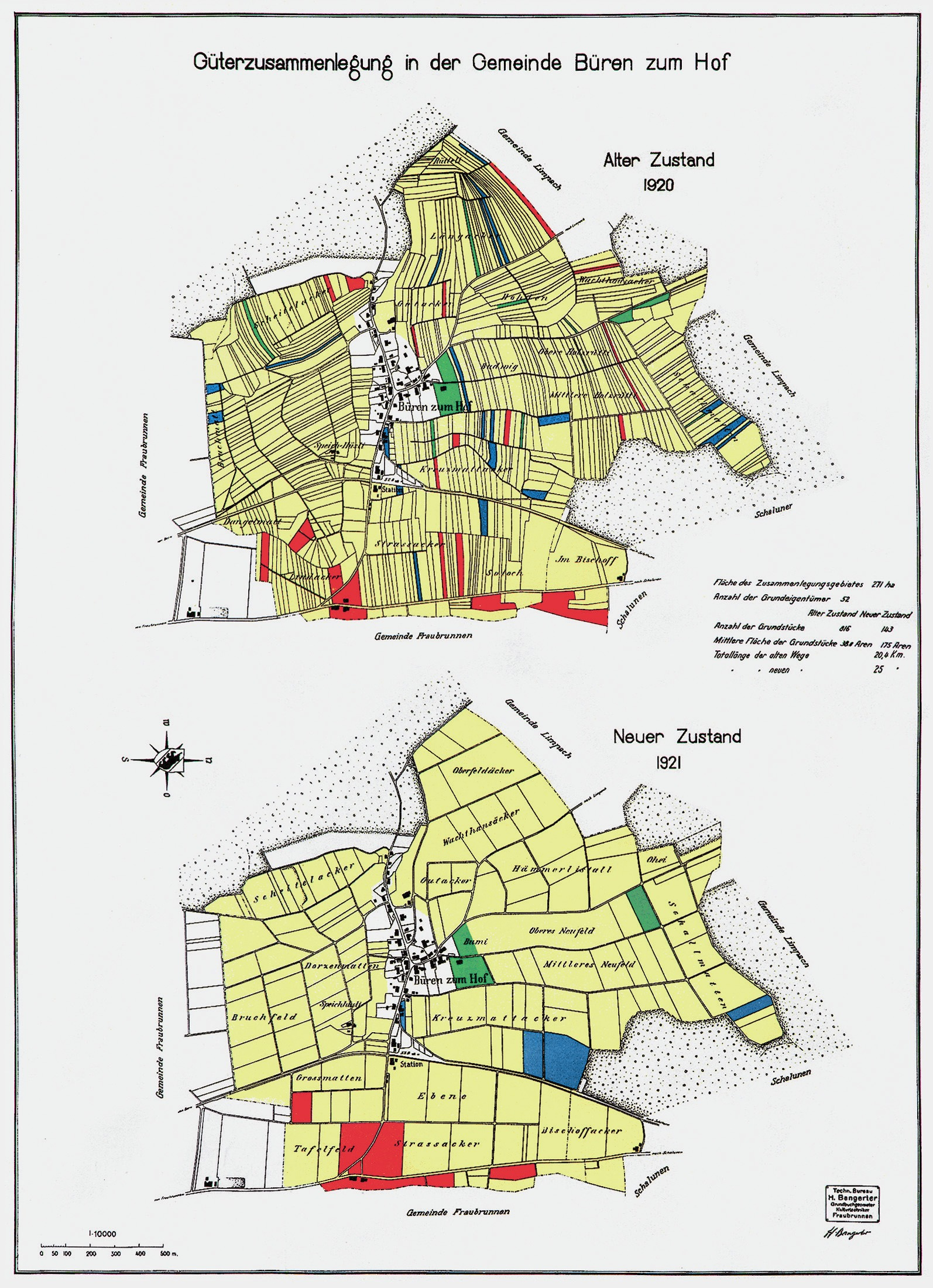
Flurplan der Gemeinde Büren zum Hof, vor und nach der Güterzusammenlegung, 1920 und 1921

Über Güterzusammenlegungen vor dem 19. Jahrhundert ist wenig bekannt. Sie kamen wohl dort vor, wo grosse Teile der dörflichen Flur für Einschläge (Privatisierung von Kollektivland) oder für die Errichtung von Anlagen für die Bewässerung reorganisiert werden mussten (Kanton Luzern um 1600). Die systematische Güterzusammenlegungen im Rahmen der Agrarmodernisierung erfolgten in der Schweiz später als im benachbarten Ausland. Erst in der zweiten Hälfte des 19. Jahrhunderts wurden solche in Verbindung mit anderen bodenverbessernden Massnahmen wie Trockenlegungen und Entwässerungen durchgeführt. Die meisten Kantone gingen dem Bund mit entsprechenden Gesetzen voraus. 1884 folgte der Bundesbeschluss betreffend die Förderung der Landwirtschaft durch den Bund und insbesondere zur Unterstützung von Massnahmen zur Verbesserung des Bodens (Bundesgesetz 1893). Ab 1939 wurde die zuständige Sektion der Bundesverwaltung als Eidgenössisches Meliorationsamt (heute Abteilung Strukturverbesserungen im Bundesamt für Landwirtschaft) bezeichnet.
Vor und während des Zweiten Weltkrieges wurden Güterzusammenlegungen besonders gefördert (1937 Arbeitsbeschaffungsprogramm, 1941 ausserordentliches Meliorationsprogramm im Rahmen der Anbauschlacht) und dienten primär der Steigerung der Lebensmittelproduktion. Nach dem Zweiten Weltkrieg beinhalteten die Güterzusammenlegungen neben der Parzellarordnung vorwiegend Weganlagen, landwirtschaftliche Hochbauten und Wasserversorgungen. Ziel war die rationelle Bodennutzung im Hinblick auf die Mechanisierung der Landwirtschaft. In den seit den 1970er Jahren durchgeführten Gesamtmeliorationen versuchte man die Interessen der Landwirtschaft mit Natur- und Landschaftsschutz und den Bedürfnissen der Erholungsuchenden in Übereinstimmung zu bringen.
Güterzusammenlegungen erfolgen aufgrund der Bewertung des alten Bestandes und der Kriterien der Neuzuteilung. War ursprünglich die Bodenqualität und Ertragsfähigkeit aufgrund einer Bonitierung das wesentliche Kriterium, verfeinerten sich die Bewertungen und berücksichtigen heute auch Bewirtschaftungs- und ökologischen Kriterien. Als Variante der Güterzusammenlegung entwickelte sich die Pachtlandarrondierung, in der die Eigentumsverhältnisse unverändert bleiben, die pachtweise Nutzung jedoch nach den aktuellen Bedürfnissen geregelt wird.
Seit den 1960er Jahren werden Güterzusammenlegungen auch zur Gewinnung von Land für den Nationalstrassenbau und andere öffentliche Infrastrukturanlagen (Eisenbahnprojekte wie Bahn 2000, NEAT) durchgeführt. Heute können sie sogar zur Landbeschaffung für Naturschutzgebiete, Ausgleichsflächen und Revitalisierungen von Gewässern dienen.
Güterzusammenlegungen werden meist mit Ortsplanungen koordiniert, um die Abgrenzung des Baugebietes vom Nichtbaugebiet zu regeln. Im Baugebiet dient die Güterzusammenlegung zur Schaffung überbaubarer und – in Kombination mit der Erschliessung – baureifer Parzellen (Baulandumlegung, Quartierplan, Bebauungsplan). Damit sind Güterzusammenlegungen ein wichtiges Realisierungsinstrument der Raumplanung und Raumordnungspolitik.